# Centro Federal de Educação Tecnológica de Minas Gerais
Centro Federal de Educação Tecnológica de Minas Gerais (Cefet-MG) je ena najstarejših univerz v Braziliji, saj je bila prvič ustanovljena že 8. septembra 1910.